# Можары (Житомирская область)
Можары́ (укр. Можари) — село на Украине, основано в 1545 году, находится в Овручском районе Житомирской области.
Код КОАТУУ — 1824284701. Население по переписи 2001 года составляет 925 человек. Почтовый индекс — 11130. Телефонный код — 4148. Занимает площадь 2,553 км².